# Загорська низовина
Загорська низовина (Záhorská nížina) — геоморфологічна підодиниця Віденського басейну. Складові частини — Борська низовина і Хвойницькі пагорби. Найвища гора — Замчисько (434 м.). Місце розташування — Трнавський край і Братиславський край.